# Trioceros balebicornutus
Trioceros balebicornutus là một loài thằn lằn trong họ Chamaeleonidae. Loài này được Tilbury miêu tả khoa học đầu tiên năm 1998.